# Trinidad e Tobago ai Giochi della XXXII Olimpiade
Trinidad e Tobago ha partecipato ai Giochi della XXXII Olimpiade, che si sono svolti a Tokyo, Giappone, dal 23 luglio all'8 agosto 2021 (inizialmente previsti dal 24 luglio al 9 agosto 2020 ma posticipati per la pandemia di COVID-19) con 24 atleti.

## Delegazione
| Sport            | Uomini | Donne | Totale |
| ---------------- | ------ | ----- | ------ |
| Atletica leggera | 8      | 7     | 15     |
| Canottaggio      | -      | 1     | 1      |
| Ciclismo         | 2      | 1     | 3      |
| Judo             | -      | 1     | 1      |
| Nuoto            | 1      | 1     | 2      |
| Pugilato         | 1      | -     | 1      |
| Vela             | 1      | -     | 1      |
| Totale           | 13     | 11    | 24     |

## Risultati

### Atletica leggera

#### Uomini
Eventi su pista e strada
| Atleta                                                          | Evento  | Batteria  | Batteria  | Semifinale      | Semifinale      | Finale          | Finale          |
| Atleta                                                          | Evento  | Risultato | Posizione | Risultato       | Posizione       | Risultato       | Posizione       |
| --------------------------------------------------------------- | ------- | --------- | --------- | --------------- | --------------- | --------------- | --------------- |
| Kyle Greaux                                                     | 200 m   | 20"77     | 4º        | Non qualificato | Non qualificato | Non qualificato | Non qualificato |
| Jereem Richards                                                 | 200 m   | 20"52     | 1º Q      | 20"1            | 3º q            | 20"39           | 8º              |
| Machel Cedenio                                                  | 400 m   | 46"56     | 3º Q      | 45"86           | 6º              | Non qualificato | Non qualificato |
| Deon Lendore                                                    | 400 m   | 45"14     | 2º Q      | 44"93           | 4º              | Non qualificato | Non qualificato |
| Dwight St. Hillaire                                             | 400 m   | 45"41     | 4º q      | 45"58           | 7º              | Non qualificato | Non qualificato |
| Kion Benjamin Eric Harrison Jr. Akanni Hislop Richard Thompson  | 4×100 m | 38"63     | 6ª        | N.D.            | N.D.            | Non qualificata | Non qualificata |
| Machel Cedenio Deon Lendore Jereem Richards Dwight St. Hillaire | 4×400 m | 2'58"60   | 2ª Q      | N.D.            | N.D.            | 3'00"85         | 8ª              |

Eventi su campo
| Atleta           | Evento                 | Qualificazione | Qualificazione | Finale          | Finale          |
| Atleta           | Evento                 | Risultato      | Posizione      | Risultato       | Posizione       |
| ---------------- | ---------------------- | -------------- | -------------- | --------------- | --------------- |
| Andwuelle Wright | Salto in lungo         | DNS            | DNS            | DNS             | DNS             |
| Keshorn Walcott  | Lancio del giavellotto | 79,33          | 16º            | Non qualificato | Non qualificato |

#### Donne
Eventi su pista e strada
| Atleta                                                           | Evento         | Batteria  | Batteria  | Semifinale      | Semifinale      | Finale          | Finale          |
| Atleta                                                           | Evento         | Risultato | Posizione | Risultato       | Posizione       | Risultato       | Posizione       |
| ---------------------------------------------------------------- | -------------- | --------- | --------- | --------------- | --------------- | --------------- | --------------- |
| Michelle-Lee Ahye                                                | 100 m          | 11"06     | 1ª Q      | 11"00           | 3ª              | Non qualificata | Non qualificata |
| Kelly-Ann Baptiste                                               | 100 m          | 11"48     | 6ª        | Non qualificata | Non qualificata | Non qualificata | Non qualificata |
| Sparkle McKnight                                                 | 400 m ostacoli | DNS       | DNS       | DNS             | DNS             | DNS             | DNS             |
| Khalifa St. Fort Michelle-Lee Ahye Kai Selvon Kelly-Ann Baptiste | 4×100 m        | 43"62     | 8ª        | N.D.            | N.D.            | Non qualificata | Non qualificata |

Eventi su campo
| Atleta          | Evento         | Qualificazione | Qualificazione | Finale    | Finale    |
| Atleta          | Evento         | Risultato      | Posizione      | Risultato | Posizione |
| --------------- | -------------- | -------------- | -------------- | --------- | --------- |
| Tyra Gittens    | Salto in lungo | 6,72           | 9ª q           | 6,60      | 10ª       |
| Portious Warren | Getto del peso | 18,75          | 5ª Q           | 18,32     | 11ª       |

### Canottaggio
| FA   | Qualificato in finale A (per le medaglie)     |
| FB   | Qualificato in finale B (non per le medaglie) |
| FC   | Qualificato in finale C (non per le medaglie) |
| FD   | Qualificato in finale D (non per le medaglie) |
| FE   | Qualificato in finale E (non per le medaglie) |
| FF   | Qualificato in finale F (non per le medaglie) |
| SA/B | Semifinali A/B                                |
| SC/D | Semifinali C/D                                |
| SE/F | Semifinali E/F                                |
| QF   | Qualificato ai quarti di finale               |
| R    | Ripescaggio                                   |

| Atleta      | Evento            | Batteria | Batteria | Ripescaggio | Ripescaggio | Quarti  | Quarti  | Semifinale | Semifinale | Finale  | Finale |
| Atleta      | Evento            | Tempo    | Pos.     | Tempo       | Pos.        | Tempo   | Pos.    | Tempo      | Pos.       | Tempo   | Pos.   |
| ----------- | ----------------- | -------- | -------- | ----------- | ----------- | ------- | ------- | ---------- | ---------- | ------- | ------ |
| Felice Chow | Singolo femminile | 8'02"02  | 4ª R     | 8'15"94     | 1ª QF       | 8'21"23 | 5ª SC/D | 7'45"14    | 4ª FD      | 7'48"06 | 19ª    |

### Nuoto
Uomini
| Atleta       | Evento             | Batterie | Batterie  | Semifinali      | Semifinali      | Finale          | Finale          |
| Atleta       | Evento             | Tempo    | Posizione | Tempo           | Posizione       | Tempo           | Posizione       |
| ------------ | ------------------ | -------- | --------- | --------------- | --------------- | --------------- | --------------- |
| Dylan Carter | 50 m stile libero  | 22"46    | 33º       | Non qualificato | Non qualificato | Non qualificato | Non qualificato |
| Dylan Carter | 100 m stile libero | 48"66    | 22º       | Non qualificato | Non qualificato | Non qualificato | Non qualificato |
| Dylan Carter | 100 m dorso        | 54"82    | 32º       | Non qualificato | Non qualificato | Non qualificato | Non qualificato |
| Dylan Carter | 100 m farfalla     | 52"36    | 33º       | Non qualificato | Non qualificato | Non qualificato | Non qualificato |

Donne
| Atleta            | Evento            | Batterie | Batterie  | Semifinali      | Semifinali      | Finale          | Finale          |
| Atleta            | Evento            | Tempo    | Posizione | Tempo           | Posizione       | Tempo           | Posizione       |
| ----------------- | ----------------- | -------- | --------- | --------------- | --------------- | --------------- | --------------- |
| Cherelle Thompson | 50 m stile libero | 26"19    | 41ª Q     | Non qualificata | Non qualificata | Non qualificata | Non qualificata |

### Vela
| Atleta       | Evento         | Regata | Regata | Regata | Regata | Regata | Regata | Regata | Regata | Regata | Regata | Regata | Regata | Regata | Punteggio Totale | Punteggio Netto | Classifica |
| Atleta       | Evento         | 1      | 2      | 3      | 4      | 5      | 6      | 7      | 8      | 9      | 10     | 11     | 12     | M      | Punteggio Totale | Punteggio Netto | Classifica |
| ------------ | -------------- | ------ | ------ | ------ | ------ | ------ | ------ | ------ | ------ | ------ | ------ | ------ | ------ | ------ | ---------------- | --------------- | ---------- |
| Andrew Lewis | Laser maschile | 23     | 29     | 27     | 31     | 30     | 15     | 23     | 24     | 25     | 7      | N.D.   | N.D.   | EL     | 234              | 203             | 29º        |